# Chiłok (rzeka)
Chiłok – rzeka w azjatyckiej części Rosji o długości 840 km oraz powierzchni dorzecza 38 500 km².
Rzeka Chiłok wypływa z jeziora Arachlej, a uchodzi ona do rzeki Selengi.
Większe miasto nad rzeką to Chiłok.
Przez dolinę rzeki Chiłok biegnie trasa kolei transsyberyjskiej.